# 保罗·克鲁格
斯特凡努斯·约翰内斯·保卢斯·克鲁格（1825年10月10日—1904年7月14日），简称保罗·克鲁格（Paul Kruger），又被人亲切地称为保罗大叔（Oom Paul），南非共和國总统。在第二次布尔战争（1899年至1902年）期间，他以领导布尔人争取脱离英国统治的独立自治而闻名。

## 青年时代
克鲁格出生于他祖父位于开普殖民地斯坦斯堡的农场里，长大后成了一个农场主。他只接受过三个月的正常教育。第一次布尔战争期间，他以精湛的狩猎和马术展开游击战。他的父亲后来决定迁徙到勒斯滕堡。 
克鲁格是第一个被确认的喀爾文宗歸正教會成员，歸正教會由丹尼尔·林德利于1842年创建。
16岁时，克鲁格就在马加拉斯堡山脚下经营自由的农场，并在1841年在那里定居。第二年，他与Anna Maria Etresia du Plessis（1825年至1846年）结婚，夫妇俩与克鲁格的父亲在德兰士瓦东部一起生活。全家回到勒斯滕堡后，克鲁格的妻子和孩子在1846年1月因发高烧而死去。然后在1847年，他娶了他的第二任妻子Gezina Susanna Fredrika Wilhelmina du Plessis（1831年至1901年），和她一同生活到1901年妻子去世，夫妇俩生了七个女儿和九个儿子。
克鲁格是一个笃信宗教的人，他声称只读一本书——圣经，并照书里面的意思，相信地球是平的。他参与创立南非归正教会（Gereformeerde Kerk）。

## 领袖

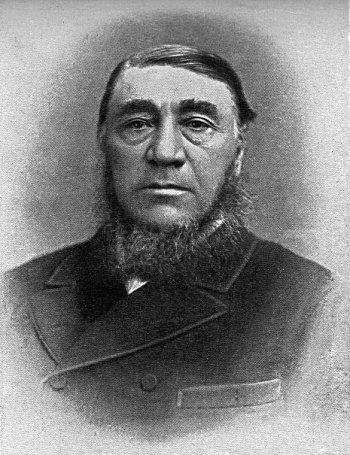
保罗·克鲁格，1879年的照片

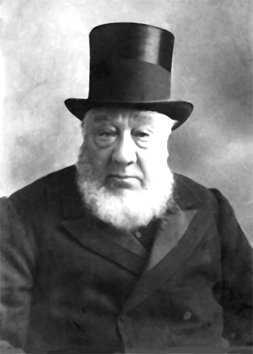
保罗·克鲁格在1892年左右晚年的肖像，特征是戴着大礼帽

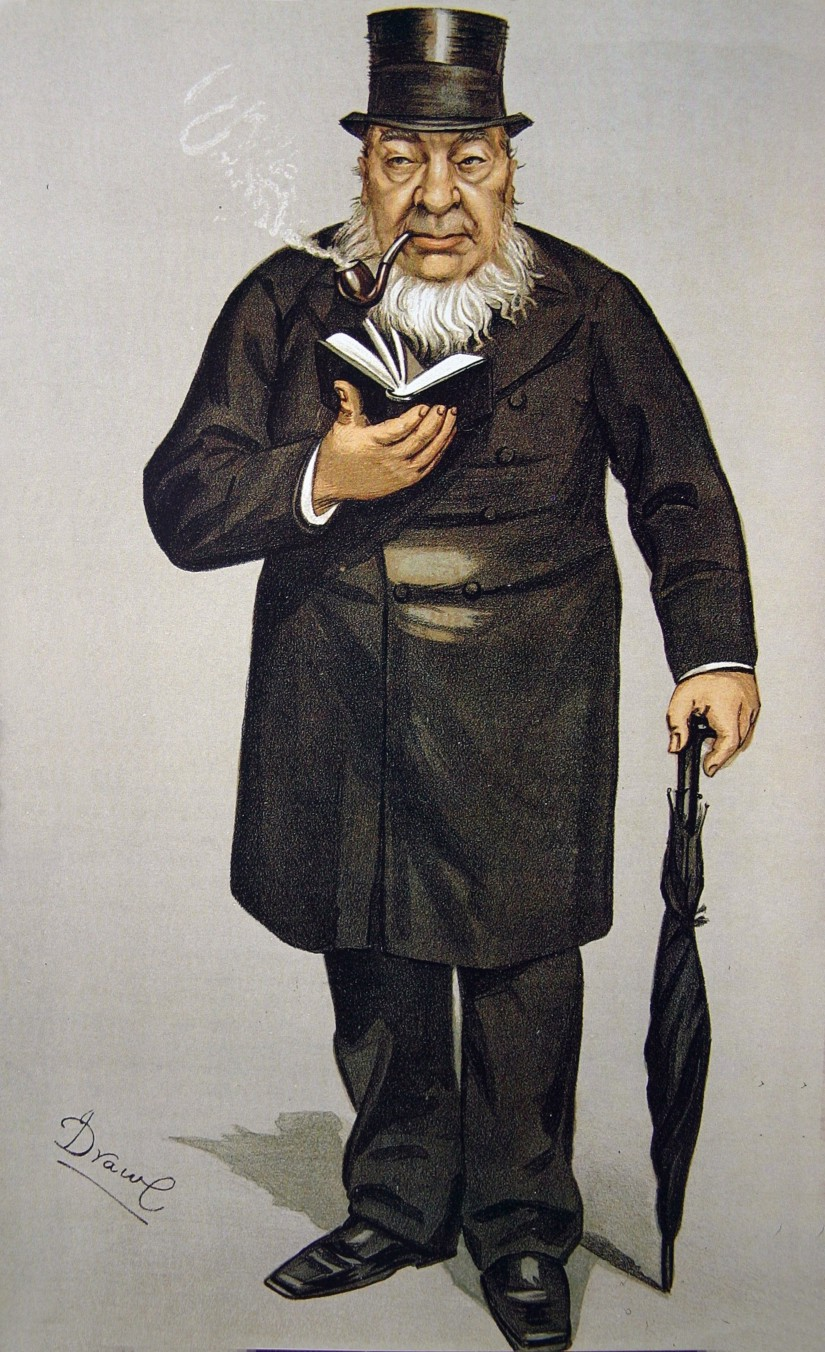
1899年英国杂志《名利場 (英國雜誌)》中保罗·克鲁格的卡通画

克鲁格起初在一个矿区突击队里当兵，并最终成为南非共和國的总司令。他被任命为一个人民议会（Volksraad）的成员，参与起草共和国宪法。人们开始注意到这个年轻人，他在结束德兰士瓦领袖斯特凡努斯·斯库曼和比勒陀利烏斯之间的争吵有突出表现。他出席了1852年砂河公约。
1863年克鲁格被任命为南非共和国最高总司令官，1873年他从军中退役，回到自己的布肯霍冯丹（Boekenhoutfontein）农场。然而，在1874年，他当选为执行委员会的一员，不久成为德兰士瓦共和国的副总统。
1877年英国以内政上混乱为理由兼并了德兰士瓦，克鲁格成为抵抗运动的领袖。同年，他是首次访问英国代表团的首领。1878年，他是第二次代表团的成员之一。访问欧洲的一大亮点是他在热气球上俯瞰巴黎。
赴英使团交涉决裂后，1880年12月13日布尔人决定坚决抵抗英国统治，成立了总统马蒂纳斯·韦塞尔·比勒陀利乌斯（M.W. Pretorius）和军队总司令皮特·朱伯特（Piet Joubert）以及副总统克鲁格三人为首的三頭政治体制。16日，布尔人对英宣战，第一次布尔战争爆发。1881年2月27日，克鲁格在马朱巴山之役大败英军。军事上的胜利加上积极巧妙的外交谈判，终于使英国同意德兰士瓦有限的独立。
1880年12月30日，55岁的克鲁格当选德兰士瓦总统。他的第一个目标是修订1881年的比勒陀利亚公约，布尔人和英国之间达成协议，结束了第一次布尔战争。1883年4月他在总统选举中击败了皮特·朱伯特，当选总统。1883年当选总统，同年访问英国，和英国外交大臣德比伯爵谈判，于1884年2月27日签订《伦敦协定》。他还访问了欧洲大陆的德国、比利时、荷兰、法国和西班牙等国，认识了德皇威廉一世和俾斯麦首相。就在这时，德兰士瓦与开普殖民地发生冲突，1885年他不得不屈从英国的压力，撤出有争议的地段。并同意贝专纳接受英国保护。
1866年在威特斯兰德发现金矿，外国人（主要是英国人）纷沓而至，引发了外国人问题（Uitlander），最终导致了共和国的垮台。南非政府在1890年规定外来移民至少要在当地居住14年才能获得公民权，在约翰内斯堡的英国人群起反对。开普殖民地总理塞西尔·罗得斯在德兰士瓦拥有大量的金矿股权和政治影响，主张和外来者联合反对克鲁格。1895年末，英国殖民政治家利安德·斯塔尔·詹姆森和他的公司雇佣兵对共和国发动突然袭击，突袭失败，詹姆森被迫投降，被送往比勒陀利亚交给他的英国同胞惩罚。克鲁格成功的处理了这一事件，威望大增。德皇威廉二世甚至专电祝贺。但这一因素最终导致第二次布尔战争和第二次马塔贝莱兰战争。克鲁格在回忆录中承认，对于金矿的发现，我们不应欢呼而应该哭泣，因为这将“使我们的土地浸泡在血海中”。
1898年，克鲁格第四次、也是最后一次当选总统。

## 流亡
1897年，英国派阿尔弗雷德·米尔纳为开普殖民地总督和高级专员，向德兰士瓦提出取得公民权资格的居住期限应降低为五年。1899年克鲁格和米尔纳举行会谈，未达成协议。他决定居住期限为七年。双方对峙。1899年10月9日克鲁格提出最后通牒，要求英军撤出。两天后的1899年10月11日，第二次布尔战争爆发。次年5月7日，克鲁格参加最后一次人民议会会议（Volksraad），5月29日英军统帅罗伯茨勋爵推进到比勒陀利亚，克鲁格逃往德兰士瓦东部的马哈多多普（位於今普马兰加省）。10月，他离开南非逃到莫桑比克，在那里登上荷兰女王威廉明娜派来的军舰“海尔德兰号”躲过英国海军的封锁前往法国马赛，并从那里去了巴黎。1900年12月1日他前往德国寻求援助，但德皇威廉二世拒绝见他。从德国他又去了荷兰，在希尔弗瑟姆和乌得勒支租房子居住。他还呆在法国芒通两次（1902年10月至1903年5月和1903年10月至1904年5月），他在荷兰住到1902年5月战争结束，1904年7月14日他死在瑞士，死后经过防腐处理在7月26日安葬于海牙，后经英国政府同意，12月16日归葬于比勒陀利亚教堂街公墓的英雄堂（Heroes' Acre）。

## 外貌特征
克鲁格身材高壮，有一头深棕色的头发和棕色的眼睛。随着年龄的增长，他的头发变得雪白。大胡子是他的主要形象。 Martin Meredith引用W. Morcom描述，“他非常油性的头发和凹陷的眼睛”。他经常穿着黑色的礼服大衣，戴着大礼帽。永远不离嘴的烟斗。战争期间英国漫画家对他的形象描绘就是他的大礼帽和礼服大衣，吸着烟斗。
根据传说，由于他吹口哨和模仿鸟叫的能力，他又被叫做“猿猴河吹哨人”（茨瓦纳语：Mamelodi'a Tshwane），

## 遗产

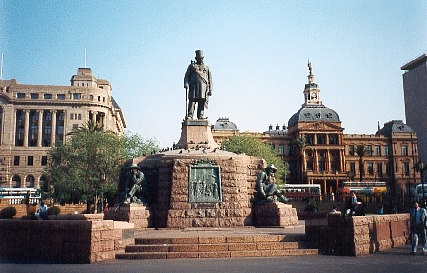
比勒陀利亚教堂广场的克鲁格塑像

克鲁格在比勒陀利亚的住宅，现在成为克鲁格博物馆，展示克鲁格纪念品和其他物品。
保罗·克鲁格穿着他的特色礼服站立的雕像在比勒陀利亚教堂广场。
克鲁格国家公园和克留格爾普馬蘭加國際機場以他的名字命名，南非克鲁格金币的正面头像是他。
保罗·克鲁格的布肯豪特方丹农场和历史建筑，在1971年被宣布为省级文化遗产。南非连锁酒店Kedar与克鲁格总统信托合作，博物馆周围的土地已经被纳入基达尔的游乐农场。
2004年，在南非广播公司进行的最伟大的南非人调查中，克鲁格被选为第27位。
荷兰城镇和城市中的街道和广场名字是以他的名字命名，如Krugerstraat、Krugerplein。在荷兰海牙，著名市场街仍称de Paul Krugerlaan。

## 延伸閱讀
- Fisher, John. . London: Secker & Warburg. 1974. ISBN 978-0436157035.
- Gordon, Cecil Theodore. The growth of Boer opposition to Kruger, 1890-1895 (Oxford University Press, 1970).
- Marais, Johannes S. The fall of Kruger's republic (Oxford UP, 1961).
- Nathan, Manfred. . Durban: Knox. 1941. OCLC 222482253.
- Meintjes, Johannes. President Paul Kruger: A Biography (Weidenfeld & Nicolson, 1974).
- Pakenham, Thomas. The Boer War (1979).

其他語言
- Krüger, D W. . Johannesburg: Dagbreek-Boekhandel. 1961. OCLC 8384883 （南非荷兰语）.
- Krüger, D W. . Johannesburg: Dagbreek-Boekhandel. 1963. OCLC 8384883 （南非荷兰语）.
- Smit, F P. . Pretoria: J L van Schaik. 1951. OCLC 35091695 （南非荷兰语）.
- Van Oordt, Johan Frederik. . Amsterdam: Dusseau. 1898. OCLC 10634821 （荷兰语）.

## 外部連結
- 《中国大百科全书》第三版网络版中的条目：（简体中文）
- Brief biographyon the Kruger National Park web page（页面存档备份，存于）
- Longer biographyat the Kruger House Museum web site（页面存档备份，存于）
- The memoirs of Paul Kruger, four times President of the South African Republic (1902) at archive.org
- A Series of Historical Photographs in respect of Paul Kruger （页面存档备份，存于）